# Madeleine de La Tour d'Auvergne
Madeleine de La Tour d'Auvergne (1498 – 28 aprilie 1519) a fost fiica cea mică a lui Jean al III-lea de La Tour (1467– 28 March 1501), conte de Auvergne și a soției acestuia, Jeanne de Bourbon-Vendôme (1465–1511). A fost penultima reprezentată a ramurii mari a Casei La Tour d'Auvergne. Madeleine a fost mama Caterinei de Medici, regină a Franței.

## Biografie

### Negocieri pentru căsătorie
Ca parte a eforturilor sale de a obține puterea în Italia, Francisc I al Franței a încercat să realizeze câteva alianțe strategice. La 8 decembrie 1515 el și Papa Leon al X-lea s-au întâlnit și au semnat un acord prin care Francisc era de acord să asigure autoritatea Vaticanului asupra Bisericii Catolice din Franța, iar Leon a promis sprijin pentru pretenția lui Francisc la tronul din Napoli. Acest acord a fost cimentat printr-o căsătorie de alianță. Nepotul papei, Lorenzo al II-lea de' Medici, tocmai ajunsese la putere în 1516 în republica florentină. Francisc i-a scris felicitându-l declarând "Intenționez să te ajut cu toate puterile mele. De asemenea, vreau să te căsătoresc cu una din cele mai frumoase și bune doamne de viță nobilă și de neam cu mine pentru ca dragostea pe care ți-o port să poată crește și să se întărească". Propunerea lui Francisc pentru doamna "bună și frumoasă" a fost ruda sa bogată și îndepărtată Madeleine.
Lorenzo a acceptat, fiind o mare onoare să intre în familia regală franceză, mai ales că el era un om de rând, chiar dacă unul extrem de bogat. Madeleine și familia ei au fost încântați să intre în sfera Papei.

### Nunta
Ea s-a căsătorit cu Ducele Lorenzo al II-lea de' Medici la Château d'Amboise, la 5 mai 1518. Nunta lor a fost un festival somptuos care a marcat nu numai uniunea lor dar și nașterea Delfinului Franței.

### Deces
Ea a murit în Italia cu puțin timp înaintea soțului ei, la 28 aprilie, la 21 de ani, de ceea ce se crede că ar fi fost ciumă (unii au speculat că ar fi fost sifilis de la soțul ei). Tocmai dăduse naștere unei fiice, Caterina de Medici (1519-1589), viitoarea regină a Franței.